# Mohammad Mousavi
Seyed Mohammad Mousavi Eraghi (in persiano سید محمد موسوی عراقی‎; Dezful, 22 agosto 1987) è un pallavolista iraniano, centrale del Shahdab Yazd.

## Palmarès

### Club
- Campionato iraniano: 13

2006-07, 2007-08, 2008-09, 2009-10, 2010-11, 2012-13, 2013-14, 2014-15, 2015-16, 2016-17,
2017-18, 2023-24, 2024-25
- Campionato asiatico per club: 10

2007, 2008, 2009, 2010, 2013, 2014, 2016, 2017, 2022, 2024

### Nazionale (competizioni minori)
- Campionato asiatico e oceaniano under 20 2004
- Campionato asiatico e oceaniano under 18 2005
- Campionato asiatico e oceaniano under 20 2006
- Campionato mondiale under 21 2007
- Coppa asiatica 2008
- Coppa asiatica 2010
- Giochi asiatici 2010
- Giochi asiatici 2014
- Giochi asiatici 2018
- Giochi asiatici 2022

### Premi individuali
- 2005 - Campionato mondiale under 19: Miglior schiacciatore
- 2006 - Campionato asiatico e oceaniano under 20: Miglior muro
- 2007 - Campionato asiatico per club: Miglior muro
- 2008 - Qualificazioni mondiali ai Giochi della XXIX Olimpiade: Miglior muro
- 2009 - Campionato asiatico e oceaniano: Miglior muro
- 2010 - Mondiale per club: Miglior muro
- 2013 - Campionato asiatico per club: Miglior muro
- 2013 - Campionato asiatico e oceaniano: Miglior muro
- 2014 - Campionato asiatico per club: Miglior centrale
- 2015 - Coppa del Mondo: Miglior centrale
- 2016 - Qualificazioni mondiali ai Giochi della XXXI Olimpiade: Miglior centrale
- 2016 - Campionato asiatico per club: Miglior centrale
- 2017 - Campionato asiatico per club: Miglior centrale
- 2019 - Campionato asiatico e oceaniano: Miglior centrale
- 2022 - Campionato asiatico per club: Miglior centrale
- 2024 - Super League: MVP[1]
- 2024 - Super League: Miglior centrale[1]
- 2025 - Super League: Miglior centrale